# Djupdalen
Djupdalen är ett naturreservat i Sollefteå kommun i Västernorrlands län.
Området är naturskyddat sedan 2017 och är 514 hektar stort. Reservatet består av skog och Djupdalsmyran och Djupdalsbäcken i en ravin, Stordjupdalen. Skogen är en grandominerad barrskog.